# Ghostscript
Ghostscript – zestaw oprogramowania oparty na interpreterze języków opisu strony PostScript i Portable Document Format (PDF). Głównym celem jest rasteryzacja bądź renderowanie plików, które używają tego języka, żeby wyświetlić lub wydrukować strony tych dokumentów, albo konwersja między plikami PDF i PostScript.

## Funkcjonalność
Ghostscript może być używany jako Raster Image Processor dla drukarek rastrowych, lub jako silnik RIP w przeglądarkach PDF i PostScript.
Innym zastosowaniem tego oprogramowania jest konwersja dokumentów, na przykład z formatu PostScript na PDF. Narzędzie ps2pdf zawarte w tym pakiecie jest opisywane w dokumentacji jako „bliźniaczo podobne w niemal każdym aspekcie funkcjonalności (poza interfejsem użytkownika) do produktu Adobe Acrobat Distiller firmy Adobe”. Zasadniczo, konwerter ten jest cienką nakładką na ghostcriptowe urządzenie wyjściowe pdfwrite, które wspiera PDF/A-1 i PDF/A-2, jak i również PDF/X-3.
Ghostscript może także służyć jako back-end w konwerterach z formatu PDF na obrazy rastrowe; funkcjonalność ta bywa dostępna w tzw. wirtualnych drukarkach PDF. Wspierane są m.in. następujące formaty: JPEG, PNG, TIFF, Windows Bitmap, PCX.
Jako że Ghostscript jest interpreterem języka, może być również stosowany jako środowisko programowania ogólnego zastosowania. Ghostscript został przepisany na wiele systemów operacyjnych, jak systemy uniksopodobne, klasyczny Mac OS, OpenVMS, Microsoft Windows, Plan 9, MS-DOS, FreeDOS, OS/2, Atari TOS i AmigaOS.

## Licencja
Od wersji 9.07 (2013-02-14) Ghostscript wydawany jest na licencji GNU Affero General Public License (AGPL). Program dostępny jest także w licencji komercyjnej Artifex.  
Poprzednie wersje programu były wydawane pod różnymi licencjami:
- AFPL Ghostscript – Alladin Free Public License (AFPL)(inne języki), dopuszczała ona dowolne wykorzystanie i rozpowszechnianie w produktach na tej samej licencji (wersja już nie rozwijana);
- ESP Ghostscript – odgałęzienie wersji GPL Ghostscript, które było używane przez Common UNIX Printing System (CUPS) przed wydaniem GPL Ghostscript 8.60 (wersja już nie rozwijana);
- Artifex’s Ghostscript® – Artifex Commercial License, przez wiele lat główna wersja, niedarmowa;
- GPL Ghostscript – GNU General Public License dopuszcza dowolne wykorzystanie i rozpowszechnianie w produktach na tej samej licencji.